# Jože Ciuha
Jože Ciuha, slovenski slikar, ilustrator, grafik, pesnik * 26. april 1924, Trbovlje, † 12. april 2015, Ljubljana 

## Življenje in delo
Ciuha je slikarstvo študiral na Akademiji za likovno umetnost v Ljubljani pri profesorjih Francetu Miheliču in Gojmirju Antonu Kosu. Diplomiral je leta 1950, študij pa  je nadaljeval na specialki za zidno slikarstvo pri profesorju Slavku Pengovu in ga končal leta 1952. Na univerzi v Rangunu (Mjanmar) je v letih 1959−61 študiral budistično kulturo in filozofijo. V letih 1974−78 je vodil seminar za svobodno slikarstvo na Mednarodni poletni akademiji v Salzburgu, od začetka leta 1977 do 1978 pa kot izredni profesor poučeval na ALU v Ljubljani. Dvakrat je bil izvoljen tudi za predsednika Zveze društev slovenskih likovnih umetnikov (ZDSLU).
Napisal je tri potopisne knjige s potovanj po Aziji, Južni Ameriki in Združenih državah Amerike: Potovanje v deseto deželo (1966) (COBISS), Okameneli smehljaj (1963) in Pogovori s tišino (1967) ter knjigi spominov Kronika sedmih pozab (2005) in Dolga pot (izšlo posmrtno, 2016).
Ciuhovo likovno delo je bilo po tehnikah in programih različno, vendar notranje enotno. Slikal je na platno, pleksisteklo, v akvarelu, ukvarjal se je tudi z grafiko, tapiserijo in ilustracijami. Vpliv bizantinske umetnosti se v njegovih delih odraža v vzhodnjaških pismenkah, ritmičnem nizanju figur in zlatem ozadju. Z vsebinskega vidika je njegova umetnost osebno obarvan in z ironijo prežet dialog s sodobnim svetom; človeške napake in slabosti je pogosto kritiziral prek živalskih podob, značilna je tudi groteskna interpretacija človeškega lika. Kot ilustrator se je odlikoval s smislom za bistveno, z ostro karakterizacijo in s humorjem.
Jože Ciuha je bil izjemno samosvoj slovenski slikar, pisatelj, grafik in ilustrator, ki je živel med Parizom, otokom Šipanom in Ljubljano.  Imel je več kot 800 samostojnih in skupnih razstav v galerijah in muzejih po vsem svetu. Njegova dela so tudi v zbirkah maroškega kralja in japonskega cesarja.
Leta 1966 je za književno delo prejel Levstikovo nagrado, za ustvarjalno delo na likovnem področju leta 1968 Nagrado Prešernovega sklada za razstavljena slikarska dela v Mali galeriji v Ljubljani leta 1967, leta 1981 pa Jakopičevo nagrado, najpomembnejše slovensko priznanje s področja likovno–vizualne umetnosti. Predsednik RS Borut Pahor mu je posmrtno podelil srebrni red RS za zasluge, prejel pa je tudi naziv francoskega viteza in ruskega akademika.

## Nagrade in priznanja
- Levstikova nagrada za ilustracijo (1954, 1965, 1966, 1967)
- Nagrada mlado pokolenje za ilustracijo, Beograd (1955, 1960)
- Prva nagrada na knjižnem sejmu, Beograd, 1964 (nagrajen tudi 1967)
- Kajuhova nagrada, 1965
- Nagrada za ilustracijo, Leipzig, Nemčija, 1965
- Levstikova nagrada za knjigo Potovanje v deseto deželo, 1966
- Druga nagrada za slikarstvo na mednarodni razstavi Mir, humanost in prijateljstvo med narodi, Slovenj Gradec, 1967
- Nagrada Prešernovega sklada, 1968 (za razstavljena slikarska dela v Mali galeriji v Ljubljani leta 1967)
- Nagrada za slikarstvo na XXVII. Premio internazionale Michetti, Francavilla al mare (Italija, 1973)
- Prva nagrada na razstavi Mostra Internazionale di Pittura Piccolo formato 1973, Chieti (Italija, 1973)
- Župančičeva nagrada, Ljubljana, 1975
- Tretja nagrada na Bienalu jugoslovanske umetnosti, New York, 1978
- Nagrada DSLU na XIII. mednarodnem grafičnem bienalu, Ljubljana, 1979
- Nagrada za Slovenijo na natečaju tapiserij za Kulturni dom Ivana Cankarja, Ljubljana, 1979
- Častno priznanje za grafiko na Balkanskem bienalu, Bukarešta (Romunija), 1980
- Druga nagrada na VII. mednarodnem grafičnem bienalu, Krakov (Poljska), 1980
- Jakopičeva nagrada, 1981
- Nagrada na XVI. mednarodnem grafičnem bienalu, Ljubljana, 1985
- Nagrada na 4. bienalu jugoslovanskega akvarela, Karlovac, 1985
- Prva nagrada za slikarstvo na Mednarodnem mediteranskem bienalu, Aleksandrija (Egipt), 1987
- Grand prix na mednarodnem grafičnem bienalu, Seul (Koreja), 1990
- Nagrada Premio Internazionale di Grafica Do Forni, Benetke (Italija), 1993
- Prva nagrada za slikarstvo na bienalu Artes ‘94, Nova Gorica, 1994
- Vitez lepih umetnosti in literature Republike Francije, Pariz, 1997
- Avstrijski častni križ za znanost in umetnost 1. reda, Dunaj, 1999
- Častni tuji član Ruske akademije umetnosti, Moskva, 2004
- Grand prix za življenjsko delo, Mednarodna galerija za risbo Osten, Skopje (Makedonija), 2009
- Prva nagrada za mozaik: Fra Acque e Uve, Zoppola, Pordenone (Italija), 2010
- Nagrada za življenjsko delo: Premio Mosaico & Architettura, Pordenone (Italija), 2012
- častni meščan Ljubljane (2014)
- Nagrada Hinka Smrekarja za življenjsko delo na področju ilustracije, 2014
- Srebrni red za zasluge RS (posmrtno, 2015)

## Pomembnejša dela
- Pečalbarke (1958)
- Profet 73 (1973)
- Svečanost (1974)
- Profet na zlatem ozadju (1979-1980)